# قورباغه خون‌آشام
قورباغه خون‌آشام (نام علمی: Rhacophorus vampyrus)، نوعی قورباغه درختی پرنده است که نخستین بار توسط جودی راولی، زیست‌شناس موزهٔ استرالیا، در سال ۲۰۰۸ و در جنگل‌های کوهستانی جنوب ویتنام کشف شد. حداکثر طول این قورباغه به ۴٫۵ سانتی‌متر می‌رسد. علت این نام‌گذاری وجود نیش‌های کوچکی در بچه‌قورباغه‌هاست که با میکروسکوپ قابل رویت است.
این قورباغه با استفاده از انگشتان شبکه‌ای دست‌وپایش از درختی به درخت دیگر می‌پرد و اصولاً نیازی به پایین آمدن روی سطح زمین ندارد. قورباغه ماده برای تولیدمثل در حوضچه‌های آبی که در کنده‌های درختان تشکیل‌شده تخم‌گذاری می‌کند تا نوزادانش را از شکارچیانی که در برکه و رودخانه‌ها در کمین‌اند مصون بدارد.
دهان بچه‌قورباغه‌های معمولی بیشتر شبیه به نوک پرنده است، اما بچه‌قورباغه‌های درختی خون‌آشام از یک‌جفت قلاب تیره سخت بهره می‌برند که از زیر دهانشان بیرون زده‌است. این نخستین بار است که چنین پدیده‌ای در بچه‌قورباغه‌ها دیده می‌شود.
دانشمندان هنوز به علت وجود این دندان‌های عجیب پی نبرده‌اند اما گمانه‌هایی مطرح شده‌است. از آنجا که این قورباغه‌ها بچه‌هایشان را با تخم‌های بارورنشده تغذیه می‌کنند، ممکن است یکی از کاربردهای این دندان‌های نیش در بازکردن پوسته تخم‌ها باشد.